# Dritte Mann Museum

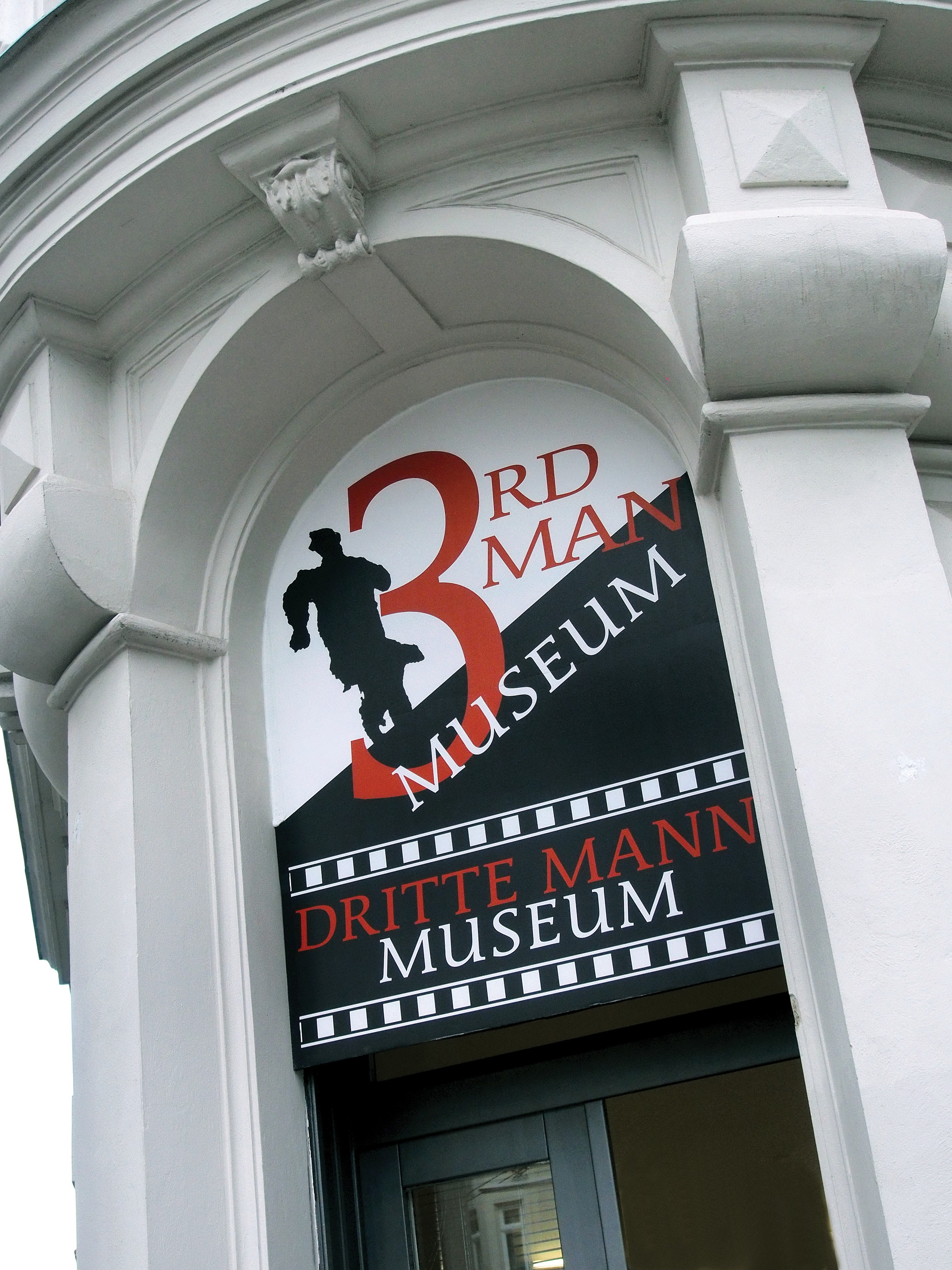
Eingangsbereich

Das Dritte Mann Museum ist ein Filmmuseum im 4. Wiener Gemeindebezirk, Wieden, in unmittelbarer Nähe zum Naschmarkt.

## Geschichte und Beschreibung
Das im Jahr 2005 eröffnete Dritte Mann Museum zeigt auf einer Fläche von über 400 m² in 14 Räumen eine umfassende Sammlung ausschließlich von Originalexponaten rund um den 1948 in Wien gedrehten internationalen Filmerfolg „Der dritte Mann“, der nach dem gleichnamigen Roman von Graham Greene entstand.
Das Dritte Mann Museum ist ein Zwei-Personen-Projekt, das von Gerhard Strassgschwandtner initiiert wurde. Die Sammlung stammt von Strassgschwandtner, Design und Konzeption von Karin Höfler. Im Sinne der früheren Universalisten haben sie das Museum vollständig alleine aufgebaut, ohne Outsourcing. Es ist ein Privatmuseum ohne Sponsoren und ohne Subventionen.
Das Museum ist Anlaufstelle für Filmfans und gleichzeitig Türöffner zur Wiener Nachkriegsgeschichte. Die ausgestellten Exponate zeugen vom internationalen Erfolg des Films und schildern den Alltag in der von 1945 bis 1955 von den Alliierten (Amerikanern, Sowjets, Engländern, Franzosen) besetzten Stadt.

## Die Sammlung
Die im Museum ausgestellten 3000 originalen Exponate zeigen:
- Das in Wien und in London für die Filmaufnahmen verwendete Drehbuch des britischen Schauspielers Trevor Howard mit hunderten Eintragungen.
- Weitere Dokumente wie Briefe und Fotos aus dem privaten Nachlass von Trevor Howard.
- Filmspezifischer Schriftverkehr des Autors Graham Greene.
- Die Filmkappe von Herbert Halbik, welcher im Film den vierjährigen „Hansel“ spielte. Mit Interview und Dokumenten von Herbert Halbik zum Film.
- Die Filmzither von Anton Karas, mit der er die Filmmusik in London komponierte und für den Film einspielte.
- Die ehemalige private Ausstellung des Anton Karas, welche er sich in Wien einrichtete und die heute im Dritte Mann Museum mit der ursprünglichen Hängung der Fotos und Dokumente eingebaut ist.
- Dokumentationen zu allen Schauspielern des Filmes.
- Zwei Debrie Parvo-35-mm-Filmkameras (Modelle LS und K), mit welchen der österreichische Kameramann Hans Schneeberger mehrere kurze Szenen des Filmes drehte.
- Eine Sonderausstellung zu Orson Welles mit Interviews seiner langjährigen Begleiterin und Muse Oja Kodar, die dem Museum Exponate aus ihrem privaten Archiv vermachte.
- Die für die Vorbereitungen und zum Film produzierten Drehbücher (Draft Script, Drehbuch 2. Entwurf für den US-Koproduzenten, Drehbuch zu den Dreharbeiten in Wien vom Kameramann des dritten Teams, sowie das Dialog-Anschluss-Script und das Release-Script).
- 2023 konnte das Dritte Mann Museum den Elchinger Grabstein erwerben, welcher in allen drei Friedhofszenen des Filmes prominent zu sehen ist. Danach wurde der Grabstein in das Museum überstellt.
- Über 100 Buchausgaben des Romans Der dritte Mann von Graham Greene.
- Über 70 Filmplakate von Der dritte Mann (Premieren und Wiederaufführungen).
- Ein voll funktionsfähiger Projektor Ernemann VIIb aus dem Jahr 1936, mit dem alle Besucher des Dritte Mann Museums eine 2-minütige Sequenz aus dem britischen Originalfilm vorgeführt bekommen.
- Etwa 2000 weitere Memorabilia zum Film Der dritte Mann.
- Etwa 1000 Dokumente (Schriftstücke, Schilder, Fotos etc.) zur alliierten Besatzung Wiens und zur Vorkriegszeit.

## Sonderausstellungen und Veranstaltungen
Im Dritte Mann Museum werden jedes Jahr Sonderausstellungen gezeigt. Im Dritte Mann Museum finden außerdem regelmäßig themenbezogene Veranstaltungen statt.
- Die Büchergilde Gutenberg nutzte das Museum am 6. April 2017 für die Präsentation von Graham Greenes wiederaufgelegtem Roman Der dritte Mann, illustriert von Annika Siems.
- Der amerikanische Regisseur und Schauspieler Erik Van Beuzekom trat im Mai 2018 mit seinem Ein-Mann-Stück Rosebud im Dritte Mann Museum auf.

## Öffnungszeiten und Führungen
Das Museum veranstaltet exklusive Führungen.
- Museumsführung: Monatlich, meist an einem Mittwoch, führt der Sammler-Eigentümer-Betreiber auf Englisch durch das Museum und gibt anhand von Dokumenten tiefere Einblicke in die Entstehungsgeschichte des Filmes und auch in die Entstehung der reichhaltigen Sammlung.
- Nachkriegswien - Geführter Stadtspaziergang: Bei dieser Eigenproduktion des Museums werden die wichtigsten Orte der Wiener Nachkriegsgeschichte besucht, um die Hintergründe und internationalen Zusammenhänge zu erfahren. In dieser Tour ist ein Besuch der Ausstellung Nachkriegszeit in Wien im Dritte Mann Museum inkludiert.[2]
- Seit September 2020 stehen die Highlights des Museums auch als kostenloser Audioguide für das Smartphone weltweit zur Verfügung. Der Guide kann über die kostenlose Hearonymus-App geladen werden.

An regulären Öffnungstagen (siehe Website des Museums) kann das Museum von 14 bis 18 Uhr auch ohne Teilnahme an einer Führung besichtigt werden.

## Auszeichnungen
- 2020: Tourismuspreis der Wiener Wirtschaft[3]